# Andaingo bicolor
Andaingo bicolor är en fjärilsart som beskrevs av Embrik Strand 1912. Andaingo bicolor ingår i släktet Andaingo och familjen snigelspinnare. Inga underarter finns listade i Catalogue of Life.